# S/y Polonez
Polonez – polski jacht, kecz bermudzki, na którym Krzysztof Baranowski opłynął dookoła świat w latach 1972–1973.

## Historia i rejsy
Jacht Polonez zaprojektowany i zbudowany został w szczecińskiej Morskiej Stoczni Jachtowej im. Leonida Teligi przez Edwarda Hoffmanna i Kazimierza Jaworskiego. Kapitan Krzysztof Baranowski na Polonezie w 1972 roku brał udział w regatach OSTAR'72. Później na tym jachcie samotnie opłynął świat (1972–1973). W 1973 roku jacht został przekazany do Jacht Klubu szczecińskiej Wyższej Szkoły Morskiej. W latach 1976–1977 kapitan Baranowski, żona i dzieci popłynęli na Wielkie Jeziora i na Missisipi i przez Atlantyk powrócili Polonezem do kraju. WSM w Szczecinie, dotychczasowy armator jednostki, w 1987 roku sprzedała go biznesmenowi Lechowi Grobelnemu, który rozpoczął jego przebudowę na jacht turystyczny. Polonez został wyslipowany na ponad 20 lat. W międzyczasie zakupiła go Stocznia Szczecińska jednakże nie zainwestowała w dokończenie jego przebudowy.
W XXI wieku nabyty został przez warszawskiego dewelopera firmę Włodarzewska S.A., gruntownie wyremontowany i podczas obchodów Dni Morza w Szczecinie 13 czerwca 2008 o godz. 13 uroczyście podniesiono na nim ponownie banderę polską.

### Rejs okołoziemski „Poloneza”
1972
- 2 maja start ze Szczecina
- 17 czerwca zawinięcie do Plymouth, na start regat OSTAR'72
- 17 lipca dotarcie do Newport w USA, meta regat OSTAR'72 (12 miejsce)
- 6 sierpnia wyjście z Newport na Ocean Atlantycki
- wrzesień przekroczenie równika
- 13 października wyjście na Ocean Indyjski z Kapsztadu
- 21 grudnia dotarcie do Hobart

1973
- 23 lutego o godzinie 1220 GMT opłyniecie przylądka Horn
- 27 lutego dotarcie do Stanley na Falkladach
- 10 kwietnia o godzinie 2300 GMT zamknięcie pętli wokółziemskiej na pozycji 07°20′S 024°55′W/-7,333333 -24,916667
- 25 maja zawinięcie do Plymouth
- 24 czerwca przybycie do Szczecina